# Cá mút đá Danube
Cá mút đá Danube, tên khoa học Eudontomyzon danfordi, là một loài cá thuộc họ Petromyzontidae. Nó được tìm thấy ở Áo, Bosna và Hercegovina, Bulgaria, Croatia, Cộng hòa Séc, Hungary, Moldova, România, Serbia, Montenegro, Slovakia, và Ukraina. Chúng được Regan phân loại vào năm 1911.

## Hình ảnh

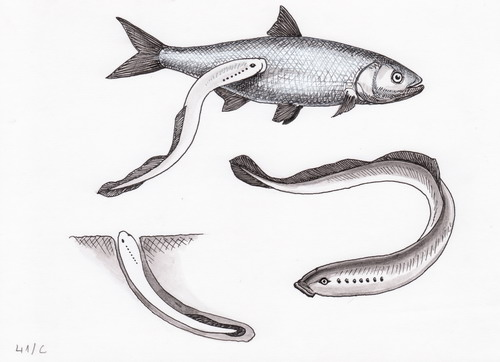